# جولي هاريس (لاعبة كريكت)
جولي هاريس (24 نوفمبر 1960 بلور هوت في نيوزيلندا - ) (بالإنجليزية: Julie Harris)‏ هي لاعبة كريكت نيوزلندية. شاركت مع منتخب نيوزيلندا الوطني للكريكت.

## وصلات خارجية
- جولي هاريس على موقع إي آس بي آن كريك إنفو (الإنجليزية)